# 74e Legerkorps
Het Duitse 74e Legerkorps (Duits: Generalkommando LXXIV. Armeekorps) was een Duits legerkorps van de Wehrmacht tijdens de Tweede Wereldoorlog. Het korps werd eerst ingezet voor kustverdediging in Frankrijk en kwam alleen in actie aan het Westfront. 

## Krijgsgeschiedenis

### Oprichting
Het 74e Legerkorps werd opgericht op 27 juli 1943 in Wehrkreis XI.

### 1944

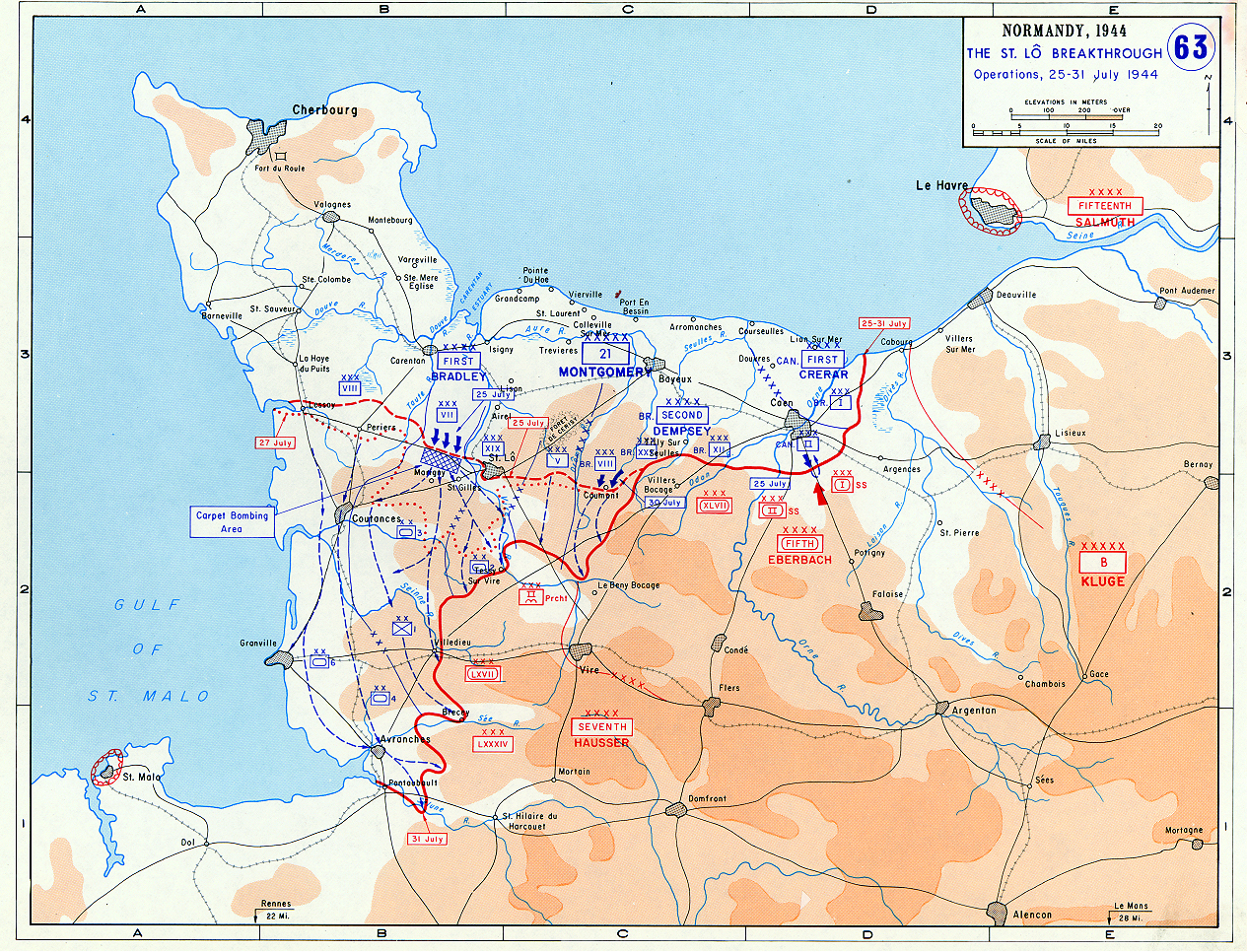
Operaties Cobra en Bluecoat

Het korps werd vrijwel meteen naar het 7e Leger in Bretagne verplaatst. Hier kreeg het korps kustverdedigingstaken toegewezen tussen Saint-Malo en Brest (Frankrijk) aan de Bretonse noordkust. Hier bleef het korps tot juli 1944. Op 15 mei had het korps het bevel over de 77e (in oprichting) en 266e Infanteriedivisies. Eind juli werd het korps naar het Normandische front verplaatst en kreeg een frontlijn in het centrum van de Duitse verdediging, ruwweg rond Villers-Bocage. Vrijwel meteen kreeg het korps te maken met een nieuw offensief van het Britse 2e Leger: Operatie Bluecoat. In de nu volgende week kreeg het korps er flink van langs en moest zich terugtrekken. Vervolgens werd het korps, tezamen met het grootste deel van de Duitse troepen in Normandië, de Falaise-pocket ingedreven. Op 13 augustus stond het korps tegenover het Canadese 2e Legerkorps, ten noordwesten van Falaise en 6 dagen later zat het korps in de val. Die dag kreeg het korps bevel de noord- en achterzijde van de “zak” te verdedigen en als laatste uit te breken. Op dat moment beschikte het korps over de 84e, 266e, 267e, 326e en 363e Infanteriedivisies. In de volgende dagen slaagde het korps uit te breken, zij het met zware verliezen. Vervolgens trok het terug, richting het noorden. Op 29 augustus bevond het korps zich al op de noordoever van de Sein bij Rouen. Verder terugtrekkend kwam het korps terecht in de Mons-pocket rond 3 september en opnieuw met zware verliezen kon het uitbreken. Vervolgens ging het via Brussel en Luik naar Aken. Daar kon eindelijk weer standgehouden worden. Het korps verdedigde nu in de Noord-Eifel rond Monschau. Vervolgens kwam een van de meest succesvolle periodes voor het korps: de Slag om het Hürtgenwald. Het korps bleek in staat, ondanks voortdurend zware verliezen, de aanvallende Amerikaanse divisies nog veel zwaardere verliezen toe te brengen. Van 6 tot 25 oktober liep de 9e US Infanteriedivisie een bloedneus op en vervolgens van 29 oktober tot 13 november de 28e US Infanteriedivisie nog erger. En dat zonder noemenswaardige terreinwinst. Van 16 tot 21 november probeerde de 4e US Infanteriedivisie het, maar pas de 8e US Infanteriedivisie kon tot 12 december het Hürtgenwald achter zich laten.

### 1945

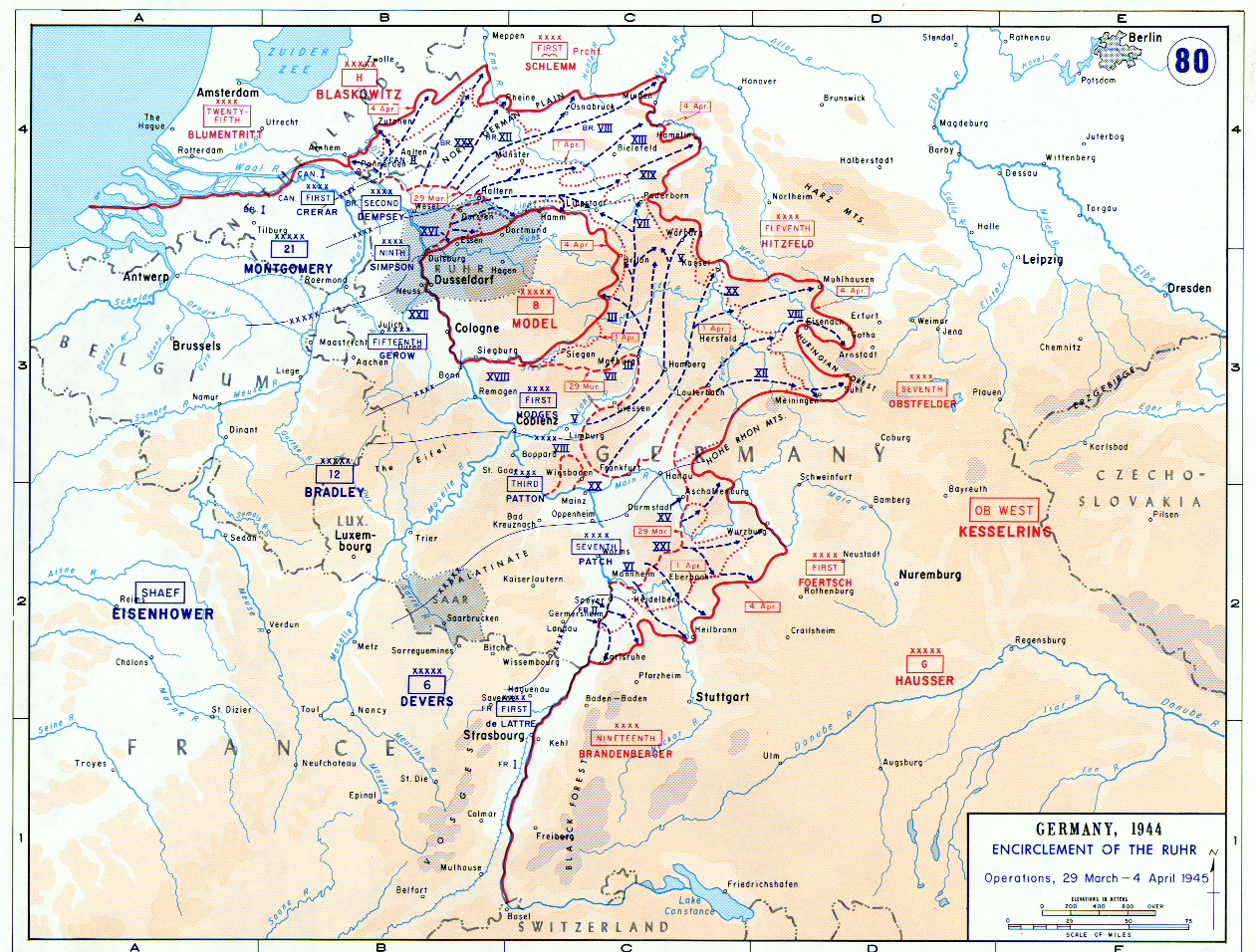
Vorming van de Ruhr-pocket

Het korps kon nu min of meer in dezelfde stellingen blijven liggen tot 1 maart. Van 1 tot 7 maart werd het korps in Operatie Lumberjack door het 1e US leger tot achter de Rijn geschoven. Het korps nam stelling tussen Bonn en Remagen. Op 22 maart beschikte het korps over de 9e Pantserdivisie en de 340e Infanteriediviesie. De Amerikaanse uitbraak uit het Remagen-bruggenhoofd, op 25 maart, leverde het korps weer zware verliezen op, en het werd vervolgens langzaam de Ruhr-pocket ingeschoven. Op 1 april had het korps een front aan de zuidzijde van de pocket rond Siegen. Vervolgens werd de pocket steeds verder in elkaar geschoven.
Het 74e Legerkorps capituleerde op 16 april 1945 in de Ruhr-pocket in de buurt van Altena aan Amerikaanse troepen.

## Bovenliggende bevelslagen
| Leger             | Legergroep     | Plaats/regio      | Begin            | Eind             |
| ----------------- | -------------- | ----------------- | ---------------- | ---------------- |
| 7. Armee          | Heeresgruppe D | Bretagne          | eind juli 1943   | april 1944       |
| 7. Armee          | Heeresgruppe B | Bretagne          | mei 1944         | 25 juli 1944     |
| Panzergruppe West | Heeresgruppe B | Normandië         | 26 juli 1944     | 5 augustus 1944  |
| 5. Panzerarmee    | Heeresgruppe B | Normandië         | 5 augustus 1944  | augustus 1944    |
| 7. Armee          | Heeresgruppe B | Noord-Eifel, Aken | september 1944   | 9 december 1944  |
| 15. Armee         | Heeresgruppe B | Noord-Eifel, Aken | 10 december 1944 | januari 1945     |
| 5. Panzerarmee    | Heeresgruppe B | Roer              | februari 1945    | begin maart 1945 |
| 15. Armee         | Heeresgruppe B | Roer              | begin maart 1945 | 28 maart 1945    |
| 5. Panzerarmee    | Heeresgruppe B | Roer              | 29 maart 1945    | 7 april 1945     |
| 15. Armee         | Heeresgruppe B | Ruhr-pocket       | 8 april 1945     | 16 april 1945    |

## Commandanten
| Rang                   | Naam          | Begin            | Eind             |
| ---------------------- | ------------- | ---------------- | ---------------- |
| General der Infanterie | Erich Straube | 27 juli 1943     | 16 december 1944 |
| General der Infanterie | Carl Püchler  | 16 december 1944 | 16 april 1945    |